# Wytwórnia Filmów Fabularnych we Wrocławiu

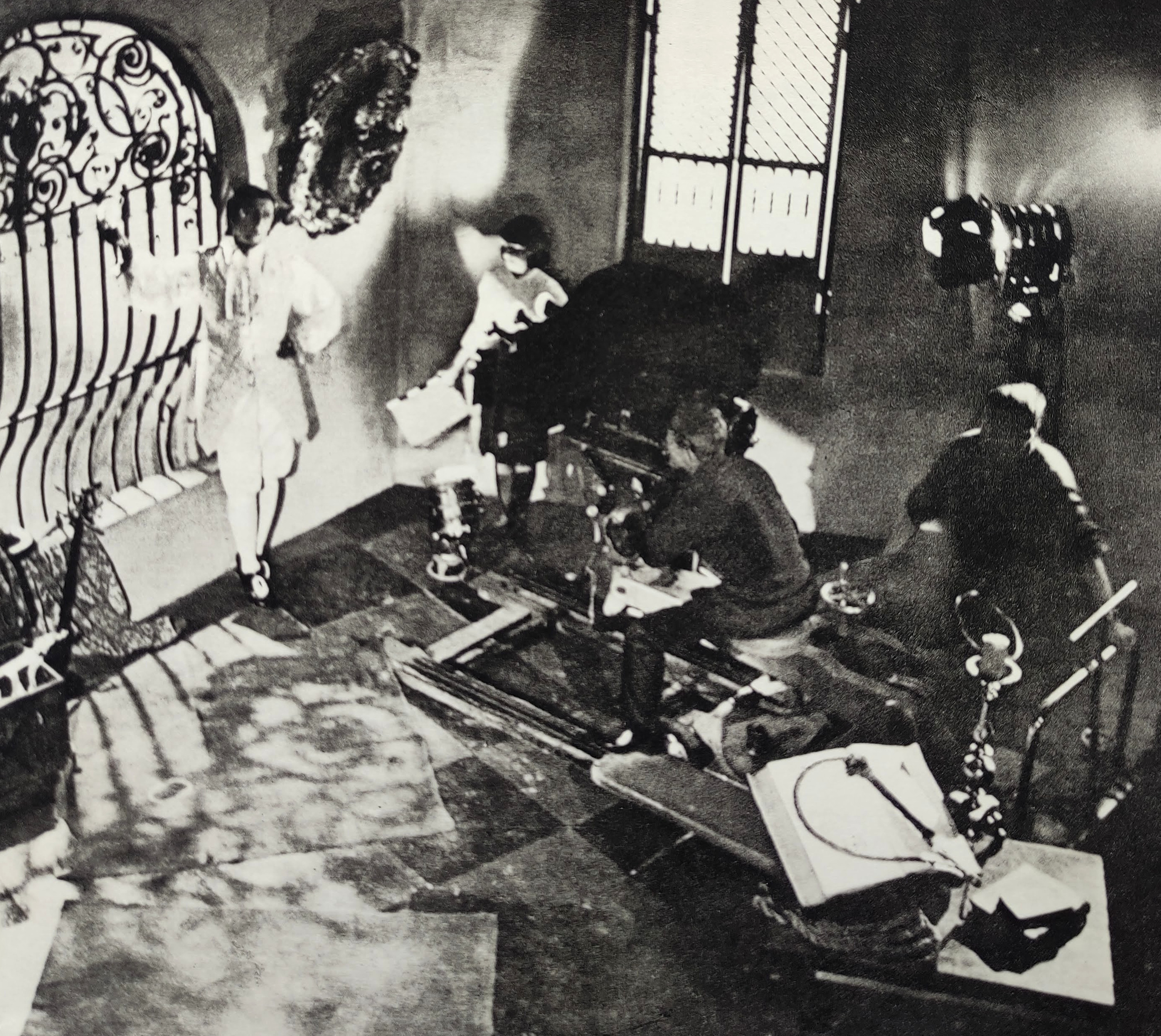
Lata 60., praca nad filmem

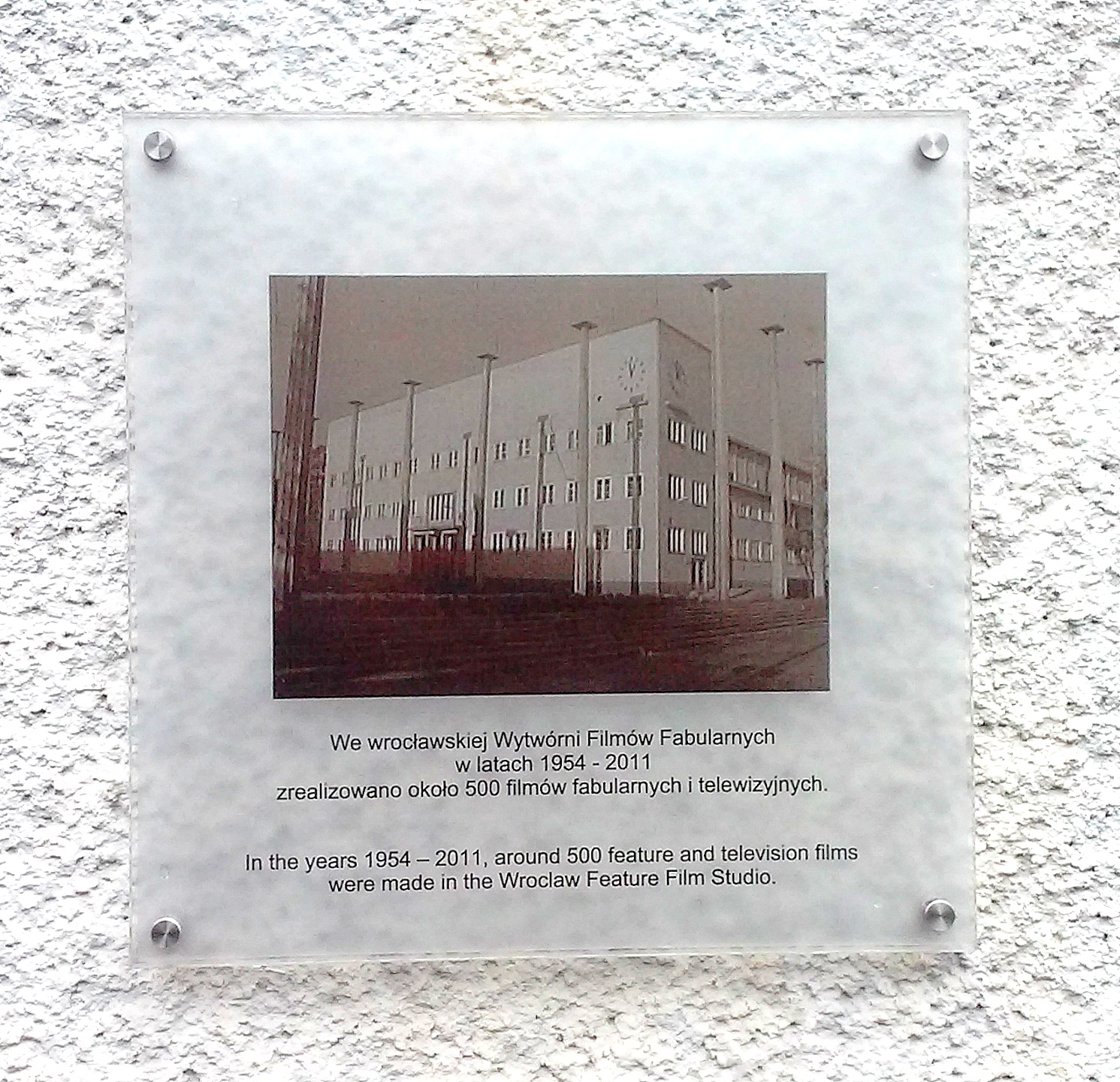
Tablica pamiątkowa wrocławskiej Wytwórni Filmów Fabularnych

Wytwórnia Filmów Fabularnych we Wrocławiu – wytwórnia filmowa działająca we Wrocławiu w latach 1954–2011, jedna z największych wytwórni filmowych w Polsce. Odegrała ogromną rolę w rozwoju polskiego filmu po II wojnie światowej.

## Historia
Powstała 29 marca 1952 w części obiektów i terenów byłych Targów Wrocławskich (Breslauer Messe AG do 1928, potem Breslauer Messe- und Ausstellungs-AG), głównie w Hali Państw (Staatenhalle), wybudowanej na początku 1939 według projektu Richarda Konwiarza. Obiekty te jeszcze w maju 1939 były wraz z położoną obok Halą Stulecia (dawniej Halą Ludową), areną ostatnich przed wojną targów międzynarodowych.
Początkowo była filią wytwórni łódzkiej. Po uchwale Rady Ministrów z 1952, z dniem 1 stycznia 1954 uzyskała samodzielność. Pierwszy film powstał w 1954 (Niedaleko Warszawy, reż. Maria Kaniewska).
9 listopada 2011 została przekształcona w Centrum Technologii Audiowizualnych (CeTA).
Decyzją Ministra Kultury i Dziedzictwa Narodowego z dniem 1 stycznia 2024 r. dla instytucji została przywrócona nazwa Wytwórnia Filmów Fabularnych.

## Niektóre filmy zrealizowane w WFF we Wrocławiu
- 1954: Pokolenie, reż. Andrzej Wajda
- 1955: Irena do domu!, reż. Jan Fethke
- 1956: Zimowy zmierzch, reż. Stanisław Lenartowicz
- 1958: Ósmy dzień tygodnia, reż. Aleksander Ford
- 1958: Popiół i diament, reż. Andrzej Wajda
- 1958: Pigułki dla Aurelii, reż. Stanisław Lenartowicz
- 1960: Nikt nie woła, reż. Kazimierz Kutz
- 1961: Nóż w wodzie, reż. Roman Polański
- 1962: Pamiętnik pani Hanki, reż. Stanisław Lenartowicz
- 1963: Giuseppe w Warszawie, reż. Stanisław Lenartowicz
- 1964: Rękopis znaleziony w Saragossie, reż. Wojciech Jerzy Has
- 1965: Salto, reż. Tadeusz Konwicki
- 1967: Sami swoi, reż. Sylwester Chęciński
- 1968: Lalka reż. Wojciech Jerzy Has
- 1970: Lokis. Rękopis profesora Wittembacha, reż. Janusz Majewski
- 1974: Nie ma mocnych, reż. Sylwester Chęciński
- 1975: Hazardziści, reż. Mieczysław Waśkowski
- 1976: Blizna, reż. Krzysztof Kieślowski
- 1976: Przepraszam, czy tu biją?, reż. Marek Piwowski
- 1978: Test pilota Pirxa, reż. Marek Piestrak
- 1978: Szpital Przemienienia, reż. Edward Żebrowski
- 1978: Wodzirej, reż. Feliks Falk
- 1979: Zmory, reż. Wojciech Marczewski
- 1980: Grzeszny żywot Franciszka Buły, reż. Janusz Kidawa
- 1981: Dreszcze, reż. Wojciech Marczewski
- 1981: Kobieta samotna, reż. Agnieszka Holland
- 1982: Wielki Szu, reż. Sylwester Chęciński
- 1984: Yesterday, reż. Radosław Piwowarski
- 1985: Och, Karol, reż. Roman Załuski
- 1987: Na srebrnym globie, reż. Andrzej Żuławski
- 1988: Pan Kleks w kosmosie, reż. Krzysztof Gradowski
- 1993: Jańcio Wodnik, reż. Jan Jakub Kolski
- 2007: Straż nocna, reż. Peter Greenaway